# Sonda guzikowa
Sonda guzikowa (ang. bulb-headed probe, niem.  Knopfsonde, stumpfe Sonde) – narzędzie stosowane w medycynie. Jest to instrument w kształcie pręta wykonany ze stali nierdzewnej, o długości około 14 cm wynaleziony przez Bowmana. Decydującą różnicą w przeciwieństwie do normalnych sond dentystycznych jest tępe zakończonie, ze zgrubieniem na końcach. W zależności od modelu pośrodku może znajdować się tzw. „listek” dla ułatwienia manipulacji lub jeden koniec wygięty jest w oczko, aby zapewnić powierzchnię dla palca.

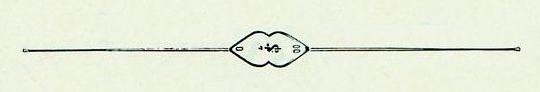
Sonda guzikowa (z „listkiem“ pośrodku)

Sonda guzikowa służy do tępego sondowania i śledzenia przebiegu „przewodów tkankowych” bez uszkadzania tkanki, np. kanalika łzowego w okulistyce.
W chirurgii sonda służy do wyszukiwania ciał obcych w ranach oraz do badania przetok i kanału ran pod kątem głębokości i kierunku.
W urologii dziecięcej i chirurgii dziecięcej sonda guzikowa służy do rozluźniania zrostów napletka (zrostu wewnętrznego nabłonka napletka z żołędzią prącia) u dzieci i młodzieży. Przed obrzezaniem (obrzezaniem) bezwzględnie konieczne jest poluzowanie tych zrostów.